# Contea di Archer
La contea di Archer (in inglese Archer County) è una contea dello Stato del Texas, negli Stati Uniti. La popolazione al censimento del 2010 era di 9 054 abitanti. Il capoluogo di contea è Archer City. La contea è stata costituita nel 1858, ed è poi stata organizzata nel 1880. Il suo nome deriva da Branch Tanner Archer, un commissario della Repubblica del Texas.
Archer County è rappresentata nella Camera dei Rappresentanti del Texas dal repubblicano James Frank, un uomo d'affari proveniente da Wichita Falls. Lo sceriffo della città è Staci Williams. Joseph Sterling Bridwell, un filantropo di Wichita Falls e petroliere, è anche proprietario di un ranch ad Archer County.

## Storia
La zona prima della comparsa dell'uomo bianco era abitata da varie tribù di nativi americani, principalmente Apache, Wichita, Tawakoni, Kichai, Caddoe, Comanche, e successivamente i Kiowa.

## Geografia fisica
Secondo l'Ufficio del censimento degli Stati Uniti d'America, la contea ha un'area totale di 925 miglia quadrate (2.400 km²), di cui 903 miglia quadrate (2.340 km²) sono terra ferma, mentre le restanti 22 miglia quadrate (57 km², corrispondenti al 2,4% del territorio) sono costituite dall'acqua.

### Strade principali
- U.S. Highway 82
- U.S. Highway 277
- State Highway 281
- State Highway 25
- State Highway 79
- State Highway 114

### Contee adiacenti
- Wichita County (nord)
- Clay County (est)
- Jack County (sud-est)
- Young County (sud)
- Baylor County (ovest)
- Wilbarger County (nord-ovest)

## Istruzione
Archer County è servita dai seguenti distretti scolastici:
- Archer City Independent School District
- Holliday Independent School District
- Iowa Park Consolidated Independent School District
- Jacksboro Independent School District
- Olney Independent School District
- Windthorst Independent School District

Inoltre, la Megargel Independent School District, prima di essere chiusa nel 2006, serviva solo una parte della contea.

## Società

### Evoluzione demografica

#### Censimento del 2010
| Anno | Popolazione | ±%     |
| ---- | ----------- | ------ |
| 1880 | 596         | Note:  |
| 1890 | 2.101       | 252,5% |
| 1900 | 2.508       | 19,4%  |
| 1910 | 6.525       | 160,2% |
| 1920 | 6.525       | −19,5% |
| 1930 | 9.684       | 84,3%  |
| 1940 | 7.599       | −21,5% |
| 1950 | 6.816       | −10,3% |
| 1960 | 6.110       | −10,4% |
| 1970 | 5.759       | −5,7%  |
| 1980 | 7.266       | 26,2%  |
| 1990 | 7.973       | 9,7%   |
| 2000 | 8.854       | 11,0%  |
| 2010 | 9.054       | 2,3%   |
| 2015 | 8.715       | −3,7%  |

Secondo il censimento del 2000, c'erano 8.854 persone, 3.345 nuclei familiari e 2.515 famiglie residenti nella città. La densità di popolazione era di persone per miglio quadrato (/km²). C'erano unità abitative a una densità media di 10 per miglio quadrato (4/km²). La composizione etnica della città era formata dal 95,54% di bianchi, lo 0,08% di afroamericani, lo 0,62% nativi americani, lo 0,12% di asiatici, il 2,28% di altre razze, e l'1,32% di due o più etnie. Ispanici o latinos di qualunque razza erano il 4,87% della popolazione.
C'erano 3.345 nuclei familiari di cui il 37,2% aveva figli di età inferiore ai 18 anni, il 65% erano coppie sposate conviventi, il 7,20% aveva un capofamiglia femmina senza marito, e il 24,8% erano non-famiglie. Il 21,9% di tutti i nuclei familiari erano individuali e il 10,2% aveva componenti con un'età di 65 anni o più che vivevano da soli. Il numero di componenti medio di un nucleo familiare era di 2,63 e quello di una famiglia era di 3,08.
La popolazione era composta dal 28,2% di persone sotto i 18 anni, il 7% di persone dai 18 ai 24 anni, il 27,4% di persone dai 25 ai 44 anni, il 23,5% di persone dai 45 ai 64 anni, e il 13,9% di persone di 65 anni o più. L'età media era di 38 anni. Per ogni 100 femmine c'erano 100,2 maschi. Per ogni 100 femmine dai 18 anni in su, c'erano 96,2 maschi.
Il reddito medio di un nucleo familiare era di 38.514 dollari, e quello di una famiglia era di 45.984 dollari. I maschi avevano un reddito medio di 31.386 dollari contro i 22.119 dollari delle femmine. Il reddito pro capite era di 19.300 dollari. Circa il 6,8% delle famiglie e il 9% della popolazione erano sotto la soglia di povertà, incluso il 9,9% di persone sotto i 18 anni e il 10,80% di persone di 65 anni o più.

## Amministrazione
Il giudice della contea è Randall C. Jackson, mentre lo sceriffo è Staci Williams Beesinger.

## Comunità

### Città
- Archer City (capoluogo)
- Holliday
- Scotland

### Cittadine
- Lakeside City
- Megargel
- Windthorst

### Aree non incorporate
- Dundee
- Mankins

### Città fantasma
- Anarene
- Huff